# Reguły miłości
Reguły miłości (ang. Love Rules!) – amerykańska komedia romantyczna wyprodukowana w 2004 roku na potrzeby telewizji, w reżyserii Stevena Robmana.

## Fabuła
Narzeczeni Michael i Kelly planują ceremonię ślubną, która ma być zupełnie inna od tradycyjnych uroczystości z dużą liczbą zaproszonych gości. Jednak za sprawą ich rodziny i bliskich kameralna uroczystość szybko urasta do rangi wielkiego przyjęcia.

## Obsada
- Joseph Lawrence – Michael Warner
- Maggie Lawson – Kelly
- Adam MacDonald – Brian
- Marilu Henner – Carol
- Raven Dauda – Marissa